# Corruption à Chypre
La corruption à Chypre est une préoccupation majeure pour les habitants de Chypre : en 2022, 94 % considèrent que la corruption est répandue dans le pays.

## Ampleur
En 2013, le gouvernement de Chypre a en théorie fait des progrès dans la lutte contre la corruption, par exemple avec l'amendement de son Code pénal en 2012, qui prévoit la Convention pénale sur la corruption[réf. nécessaire]. Le système judiciaire soi-disant fort et indépendant n'est ni fort ni indépendant. Il n'est pas non plus compétent pour faire respecter la plupart des principes juridiques qu'il est censé avoir adoptés, sauf pour la protection des droits de propriété. Les critiques arguent cependant que cette démonstration de compétence est due au fait que les investisseurs étrangers ne considèrent pas la corruption comme un problème urgent pour faire des affaires à Chypre. Cependant, une loi de protection des lanceurs d'alerte est nécessaire dans le pays afin de garantir une mesure anti-corruption efficace. Il est également important de noter que le blanchiment d'argent reste un problème sérieux dans le pays. De plus, les scandales de corruption impliquant des politiciens de grands partis politiques ne sont pas rares et lorsqu'ils sont découverts, peu ou pas d'efforts sont faits pour les poursuivre. La « défense » habituelle employée par les politiciens accusés consiste en des déclarations officielles indiquant qu'ils « en savent trop » et que si leur cas est poursuivi, ils dévoileront des informations compromettantes concernant d'autres membres de partis politiques.
Dans l'Indice de perception de la corruption 2023 de Transparency International, qui note 180 pays sur une échelle de 0 (« très corrompu ») à 100 (« très propre »), Chypre obtient un score de 53. Lorsqu'on les classe par score, Chypre se classe 49e parmi les 180 pays de l'Indice, où le pays classé premier est perçu comme ayant le secteur public le plus honnête. Pour comparer avec les scores mondiaux, le meilleur score est de 90 (classé 1er), le score moyen est de 43 et le pire score est de 11 (classé 180e). Pour comparer avec les scores régionaux, le score le plus élevé parmi les pays d'Europe occidentale et de l'Union européenne est de 90, le score moyen est de 65 et le score le plus bas est de 42. Le rapport Global Corruption Barometer 2013 de Transparency International montre que 72 % des répondants croient que le niveau de corruption a augmenté à Chypre au cours des deux années précédentes.
En 2022, 94 % des Chypriotes considèrent que la corruption est répandue dans le pays. Le soi-disant programme de passeport doré permettait aux investisseurs avec un minimum de 2 millions d'euros d'investissement d'obtenir la citoyenneté, un scandale qui a déclenché une procédure d'infraction de la Commission européenne et qui a conduit à une « élimination progressive » du programme en novembre 2020. En 2023, les personnes chargées de hautes fonctions exécutives au gouvernement ne subissent pas de vérification d'intégrité pour d'éventuels conflits d'intérêts. Les portes tournantes sont un problème à Chypre, même si des règles post-emploi ont été adoptées en 2007:33.
Depuis 2004, Chypre est censée avoir deux systèmes de déclaration financière, un pour le Président, les ministres et les membres du Parlement et un autre pour les personnes politiquement exposées, mais le système ne fonctionne pas, les données sont vagues et la collecte de données est rare (seulement tous les 3 ans). De plus, en 2023, les informations relatives aux conjoints et aux enfants ne sont pas publiées:34.
En novembre 2023, le Consortium international des journalistes d'investigation, Paper trail media (de) et 69 partenaires médiatiques, y compris Distributed Denial of Secrets et le Organized Crime and Corruption Reporting Project (OCCRP) et plus de 270 journalistes dans 55 pays et territoires, produisent le rapport Cyprus Confidential sur le réseau financier qui soutient le régime de Vladimir Poutine, principalement avec des liens avec Chypre, et montre que Chypre a de fortes connexions avec des personnalités haut placées du Kremlin, dont certaines ont été sanctionnées,. Des responsables gouvernementaux, y compris le président chypriote Nikos Christodoulides et des législateurs européens commencent à réagir aux conclusions de l'enquête en moins de 24 heures, appelant à des réformes et lançant des enquêtes,.